# Solare Radioastronomie
Die solare Radioastronomie befasst sich mit der Radiostrahlung der Sonne und deren Ursachen.

## Überblick
Die Sonne ist nicht nur ein Strahler für Licht im optischen Bereich. Ihr elektromagnetisches Spektrum umfasst vielmehr einen großen Wellenlängenbereich und einen Teil dieses Spektrums bildet die Radiostrahlung.
Mit Antennen oder mithilfe von Satelliten werden die von der Sonne abgestrahlten Radiowellen aufgefangen. 
Die Radioabstrahlung der Sonne hängt stark von der Sonnenaktivität ab. Bei geringer Sonnenaktivität (wenig Sonnenflecken) ist ihr Radiospektrum zeitlich konstant. Bei hoher Sonnenaktivität kommen zu den konstanten Beiträgen noch zeitlich variable Anteile dazu, die die konstanten in ihrer Intensität deutlich übertreffen.

## Radioabstrahlung der wenig aktiven Sonne
Die Brechung der Radiowellen in der Sonnenkorona hat zur Folge, dass bei bestimmten Wellenlängen nur Radiowellen gemessen werden können, die aus einer wellenlängenabhängigen Mindesthöhe kommen. Im Einzelnen bedeutet das:
- Radiowellen im Meterbereich kommen aus Bereichen weit über der sichtbaren Sonnenoberfläche. Ihre Intensität ist im Zentrum der Sonnenscheibe am größten und nimmt zum Rand hin ab. 5-m-Wellen sind bis zu Abständen von etwa zwei Sonnenradien vom Zentrum der Sonnenscheibe sichtbar.
- Bei Wellenlängen zwischen etwa 10 cm und 3 m kommen die Radiowellen aus einem schmalen, leuchtenden Bereich um die optisch sichtbare Sonne herum. Die Sonnenscheibe selbst erscheint dunkel.
- Bei Wellenlängen unter 10 cm ist die Brechung der Radiowellen derjenigen von sichtbarem Licht ähnlich, auch die geringe Dichte der Korona kommt zum Tragen. Radiowellen durchlaufen die Korona infolgedessen näherungsweise geradlinig und die Abstrahlung der Korona ist so schwach, dass auch kein heller, schmaler Rand sichtbar ist.[1]

### Entstehungsmechanismus der Radiostrahlung
Bei der nicht thermischen Radiostrahlung, welche vorwiegend aus der Korona der Sonne emittiert wird, handelt es sich um Plasmastrahlung, welche infolge der kollektiven Schwingungen der Plasmateilchen entstehen. Daher können Rückschlüsse aus der Frequenz der Radiostrahlung {\displaystyle f_{\text{radio}}} auf die Frequenz der lokalen Schwingungen {\displaystyle f_{\text{plasma}}} gemacht werden.
Bei genauerer Rechnung lässt sich zeigen, dass die lokale Elektronen-Plasma-Schwingungsfrequenz {\displaystyle f_{\text{plasma}}} proportional zur Wurzel der Teilchenzahldichte der Elektronen {\displaystyle N_{e}} ist:
{\displaystyle f_{\text{radio}}\approx f_{\text{plasma}}={\frac {1}{2\pi }}{\sqrt {\frac {e^{2}N_{e}}{\varepsilon _{0}m_{e}}}}}
(Elementarladung {\displaystyle e}, elektrische Feldkonstante {\displaystyle \varepsilon _{0}}, Elektronenmasse {\displaystyle m_{e}}, Teilchenzahldichte der Elektronen {\displaystyle N_{e}})
Die Sonnenatmosphäre ist aufgrund der Sonnengravitation barometrisch, was bedeutet, dass die Teilchendichte {\displaystyle N_{e}} zum Sonnenzentrum hin zunimmt. Daher existiert ein eindeutiger Zusammenhang zwischen der Elektronen-Plasma-Frequenz der ausgesendeten Radiowellen zur Entfernung der Radioquelle vom Sonnenmittelpunkt. Damit ist es möglich, jeder Radiofrequenz eindeutig (sofern man über ein Dichtemodell der Sonne verfügt) eine Höhe der Radioquelle zuzuordnen: Radiostrahlung hoher Frequenzen entsteht demnach aus den dem Sonnenmittelpunkt nahen Radioquellen.
Mit Hilfe von Radiospektren lassen sich also die Bewegungen von Radioquellen innerhalb der Sonnenatmosphäre beobachten.

## Radiostrahlung der aktiven Sonne
Befindet sich die Sonne in einer Phase hoher Aktivität, kommen zwei weitere Komponenten solarer Radiowellen dazu:
- Die langsam variable Komponente: Diese Radiowellen stammen aus diskreten Gebieten der sichtbaren Sonnenscheibe, meist aus Fleckengebieten. Die Intensität korreliert mit der Sonnenfleckenrelativzahl. Die Wellenlänge dieser Komponente beträgt 1 bis 100 cm mit einem Maximum bei 15 cm.
- Strahlungsausbrüche: Die Wellenlänge liegt zwischen 1 cm und 15 m. Die Intensität während der Strahlungsausbrüche liegt bei den kurzen Wellenlängen beim 20- bis 40-fachen, bei den langen Wellenlängen beim 100.000-fachen des normalen Wertes. Die Frequenz hängt, wie oben beschrieben, von den Eigenschaften der Korona ab, so dass aus dem zeitlichen Verlauf der Frequenz die Wanderung des Ausbruchs durch die Sonnenatmosphäre verfolgt werden kann.[2]

## Trivia
Die Radiostrahlung der Sonne trägt als Sonnenrauschen zur Rauschtemperatur am Eingang von Funkempfängern bei. Richtfunkstrecken und Satellitenempfang können gestört werden, wenn die Empfangsantenne in die Sonne blickt.